# Aimé Bonpland
Aimé Jacques Alexandre Bonpland, född 29 augusti 1773, död 4 maj 1858, var en fransk upptäcktsresande, naturhistoriker och botaniker.
Efter att ha tjänstgjort som kirurg i den franska armén deltog han i en expedition till Latinamerika tillsammans med den tyske vetenskapsmannen Alexander von Humboldt.
Han har samlat in och klassificerat 6 000 arter, vilka merparten till dess var helt okända i Europa. 1804 blev han föreståndare för de kejserliga botaniska trädgårdarna vid Malmaison, men lämnade 1816 den befattningen och begav sig till Buenos Aires, där han förordnades till professor i naturvetenskap.
På en annan expedition blev han 1821 arresterad av Paraguays diktator José Gaspar Rodríguez de Francia och hölls fången fram till 1831.
Bland Bonplands skrifter märks Plantes équinoxiales recueillies au Mexique (1805-18), samt Monographie de Mélastomacées (1806-23).
Auktorsnamnet Bonpl. kan användas för Aimé Bonpland i samband med ett vetenskapligt namn inom botaniken; se Wikipediaartiklar som länkar till auktorsnamnet.

## Utmärkelser
Asteroiden 9587 Bonpland är uppkallad efter honom.